# تورزوفكا
تورزوفكا (بالإنجليزية: Turzovka)‏ هي بلدة و municipality of Slovakia تقع في سلوفاكيا في Čadca District. يقدر عدد سكانها بـ 7,802 نسمة .